# Bzučivka rudohlavá
Bzučivka rudohlavá (Calliphora vomitoria) je hmyz z řádu dvoukřídlých. Je dlouhá 10-14 milimetrů, tedy je o něco větší než moucha domácí.

## Životní cyklus
Samičky mouchy nakladou vajíčka obvykle tam, kde se živí, tedy do rozkládajícího se masa, odpadu nebo fekálií. Z vajíček se brzy vyklubou bledě bílé larvy, které se začnou živit rozkládajícím materiálem, kam byly nakladeny. Vyrostou během několika dní a pak se odeberou na suché místo, kde se v úkrytu zakuklí. Po dvou nebo třech týdnech je z nich dospělý jedinec schopný rozmnožování.